# Autopsy
Autopsy (česky pitva) je americká deathmetalová skupina založená Chrisem Reifertem, který hrál na bicí v kapele Death na albu Scream Bloody Gore. Autopsy patří společně s Death, Obituary, Suffocation a dalšími mezi průkopníky death metalu.

## Historie
V roce 1987 skupina nahrála demo Demo 87 (obsahovalo skladbu „Human Genocide“) a o rok později Critical Madness. Poté skupina podepsala smlouvu s Peaceville Records a realizovala svůj debut Severed Survival (1989). V průběhu nahrávání nahradil Kena Sorvarinyho baskytarista Steve DiGiorgio. Album pokračuje v duchu debutu Death, ale odlišuje se především odlišnou stavbou kytarových sól a pomalejšími tempy, které se více projeví na EP Retribution for the Dead (1990). Další studiové album Mental Funeral (1991) spadá do žánru death-doom, směs death metalu a doom metalu.
Následovalo úspěšné evropské turné, po kterém kapela odešla do studia a nahrála EP Fiend for Blood (1991). V roce 1992 světlo světa spatřilo další dlouhohrající album Acts of the Unspeakable (1992), kde je patrný vliv grindcoru. Další album Autopsy nese název Shitfun (1994), je ovlivněno hardcore punkem. Je to na dlouhou dobu poslední LP kapely. Kytarista Danny Coralles a bubeník Chris Reifert založili po rozpadu Autopsy v roce 1995 projekt Abscess. Kapela se však později dala opět dohromady (bez Chrise Reiferta). V září 2008 vznikly dvě nové skladby, které kapela zařadila do speciálního vydání debutu Severed Survival. Nahrávka s názvem Horrific Obsession vyšla v lednu 2009.

## Členové kapely
- Josh Baron – baskytara
- Danny Coralles – kytara
- Eric Cutler – kytara
- Chris Reifert – zpěv, bicí

## Diskografie

### Dema
- 1987 Demo (1987)
- Critical Madness (1988)

### Studiová alba
- Severed Survival (1989)
- Mental Funeral (1991)
- Acts of the Unspeakable (1992)
- Shitfun (1995)
- Macabre Eternal (2011)
- The Headless Ritual (2013)
- Tourniquets, Hacksaws & Graves (2014)
- Morbidity Triumphant (2022)

### EP/Singly
- Retribution for the Dead (1991)
- Fiend for Blood (1992)
- Horrific Obsession (2009)
- The Tomb Within (2010)

### Kompilace
- Ridden with Disease (2000)
- Torn from the Grave (2001)
- All Tomorrow's Funerals (2012)[2]
- Introducing Autopsy (2013)